# Diocesi di Naha
La diocesi di Naha (in latino Dioecesis Nahana) è una sede della Chiesa cattolica in Giappone suffraganea dell'arcidiocesi di Nagasaki. Nel 2021 contava 6.163 battezzati su 1.454.184 abitanti. La sede è retta dal vescovo Wayne Berndt, O.F.M.Cap.

## Territorio
La diocesi comprende la prefettura di Okinawa.
Sede vescovile è la città di Naha, dove si trova la cattedrale del Cuore Immacolato di Maria.
Il territorio è suddiviso in 13 parrocchie.

## Storia
La diocesi è stata eretta il 18 dicembre 1972 con la bolla Iaponica Terra di papa Paolo VI, ricavandone il territorio dalla diocesi di Kagoshima.

## Cronotassi dei vescovi
Si omettono i periodi di sede vacante non superiori ai 2 anni o non storicamente accertati.
- Peter Baptist Tadamaro Ishigami, O.F.M.Cap. † (18 dicembre 1972 - 24 gennaio 1997 ritirato)
- Berard Toshio Oshikawa, O.F.M.Conv. (24 gennaio 1997 - 9 dicembre 2017 ritirato)
- Wayne Berndt, O.F.M.Cap., dal 9 dicembre 2017

## Statistiche
La diocesi nel 2021 su una popolazione di 1.454.184 persone contava 6.163 battezzati, corrispondenti allo 0,4% del totale.
| anno | popolazione | popolazione | popolazione | presbiteri | presbiteri | presbiteri | presbiteri                | diaconi | religiosi | religiosi | parrocchie |
| anno | battezzati  | totale      | %           | numero     | secolari   | regolari   | battezzati per presbitero | diaconi | uomini    | donne     | parrocchie |
| ---- | ----------- | ----------- | ----------- | ---------- | ---------- | ---------- | ------------------------- | ------- | --------- | --------- | ---------- |
| 1980 | 4.616       | 1.092.096   | 0,4         | 16         | 3          | 13         | 288                       |         | 16        | 55        |            |
| 1990 | 5.767       | 1.214.592   | 0,5         | 33         | 20         | 13         | 174                       |         | 16        | 76        | 13         |
| 1999 | 6.331       | 1.302.945   | 0,5         | 30         | 18         | 12         | 211                       |         | 15        | 72        | 13         |
| 2000 | 6.124       | 1.313.770   | 0,5         | 18         | 5          | 13         | 340                       |         | 16        | 71        | 13         |
| 2001 | 6.213       | 1.313.770   | 0,5         | 28         | 18         | 10         | 221                       |         | 13        | 72        | 13         |
| 2002 | 6.226       | 1.331.589   | 0,5         | 18         | 4          | 14         | 345                       |         | 17        | 59        | 13         |
| 2003 | 6.085       | 1.333.498   | 0,5         | 26         | 11         | 15         | 234                       | 4       | 18        | 58        | 13         |
| 2004 | 6.118       | 1.351.175   | 0,5         | 17         | 3          | 14         | 359                       | 4       | 17        | 65        | 13         |
| 2013 | 5.986       | 1.412.753   | 0,4         | 21         | 8          | 13         | 285                       | 4       | 15        | 62        | 13         |
| 2016 | 6.085       | 1.432.871   | 0,4         | 21         | 8          | 13         | 289                       | 4       | 27        | 59        | 13         |
| 2019 | 6.122       | 1.451.341   | 0,4         | 19         | 7          | 12         | 322                       | 3       | 13        | 64        | 13         |
| 2021 | 6.163       | 1.454.184   | 0,4         | 19         | 7          | 12         | 324                       | 4       | 13        | 50        | 13         |